# APEC 기업인 자문위원회
APEC 기업인 자문위원회(APEC Business Advisory Council, ABAC)는 1995년 오사카 APEC 정상회의에서 합의하여 1996년에 설립되었다. 이는 1994-1995년에 활동한 APEC 태평양경제인포럼(Pacific Business Forum: PBF)의 기능을 계승하고 확대한 것이다. 또한 APEC 회원국 정상들을 위한 공식 민간 자문기구이다.

## 설립 목적
- APEC 정상회의 기간 중 각 회원국 정상들과의 대화를 통해 민간 기업인들의 의견을 정상들에게 전달
- 역내 기업인들간 상호교류 및 사업협력 기회 확대